# Neuroectodermo
El neuroectodermo es un tejido embrionario de origen ectodérmico, que 
en los cordados, se sitúa  sobre el tejido mesodérmico, y sobre el sector dorsal de los somites. Este tejido participa en el proceso denominado neurulación que es la formación de la subsiguiente placa neural, de los pliegues neurales y del desarrollo del tubo neural.
El proceso de neurulación comienza en la tercera semana del desarrollo humano, cuando la notocorda en desarrollo, y el mesodermo adyacente estimulan el crecimiento del neuroectodermo.
Este se engrosa para formar la placa neural.

La notocorda a su vez, induce en el neuroectodermo una invaginación progresiva, transformándolo en el surco neural, con los pliegues neurales a cada lado. Finalmente estos pliegues se fusionaran formando el tubo neural.
Este tejido junto con la notocorda, darán lugar a la mayoría del sistema nervioso central, y a todos los tipos celulares del sistema nervioso: neuronas, astrocitos y oligodendrocitos.

## Señalización
Las células neuroectodérmicas son inducidas a través de una serie de señales moleculares altamente orquestadas, de crear primero las células madre (stem cells) de la cresta neural (NCSC en inglés).

Posteriormente, las células NCSC responden a una variedad de señales de diferenciación y de migración, para generar derivados de la cresta neural que se diferencian de forma terminal.